# Robert z Baru
Robert z Baru (francouzsky Robert de Bar, 1390? – 25. října 1415) byl pán z Marle, hrabě z Marle a ze Soissons. Byl synem Jindřicha z Marle a Marie, dcery Enguerranda z Coucy. Jeho otec, prvorozený syn vévody z Baru zemřel roku 1397 při návratu z nepovedené křížové výpravy a Robert zdědil panství Marle. Jeho matka byla donucena k prodeji svého dědictví Ludvíkovi Orleánskému, který většinu kupní ceny nezaplatil a tak s ním vedla mnoho soudních pří, ve kterých po její náhlé smrti roku 1405 pokračoval i Robert. Roku 1409 se oženil s Johanou, dcerou Roberta VIII. z Béthune. Zemřel na bitevní pláni u Azincourtu a zbyla po něm jediná dcera Johana.